# Tautomeer
Tautomeren zijn in de scheikunde stoffen die isomeer met elkaar zijn, en bovendien, via verschuiving van een waterstofatoom en een pi-binding, snel in elkaar kunnen overgaan. Bij tautomeren is het onmogelijk om een van de twee isomeren zuiver in handen te krijgen. Eigenschappen van de stof zijn daardoor een gemiddelde van de eigenschappen van de tautomeren.

Enol- en ketovorm

De bekendste vorm van tautomerie is de keto-enoltautomerie. Een verbinding die vlak naast een dubbele binding een hydroxylgroep heeft, kan heel snel isomeriseren tot een keton: het waterstofatoom aan de zuurstof verschuift naar het tweede koolstofatoom, en de dubbele binding wordt verlegd tussen het eerste koolstofatoom en het zuurstofatoom.